# Kaia Gerber
Kaia Gerber, född 3 september 2001 i Los Angeles, Kalifornien, är en amerikansk modell och skådespelare. Hon är dotter till Cindy Crawford.
Gerber har bland annat medverkat i filmen Babylon från 2022, Bottoms från 2023 samt The Great Gatsby Live! från 2021.

## Filmografi (i urval)
- 2021: The Great Gatsby Live!
- 2022:  Babylon
- 2023: Bottoms
- 2024 – Palm Royale (TV-serie)
- 2024 – Saturday Night